# Поранений у бою

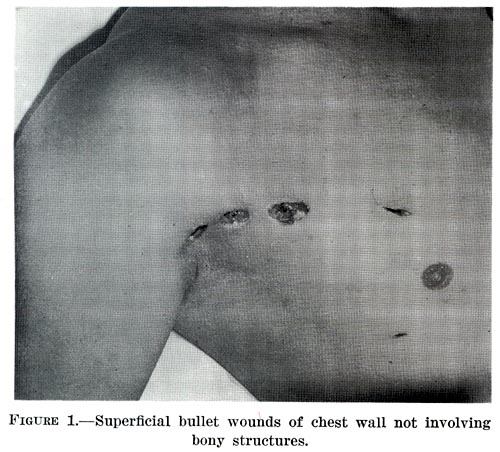
Легке поранення: кульове проникнення в груднину солдата. 1965

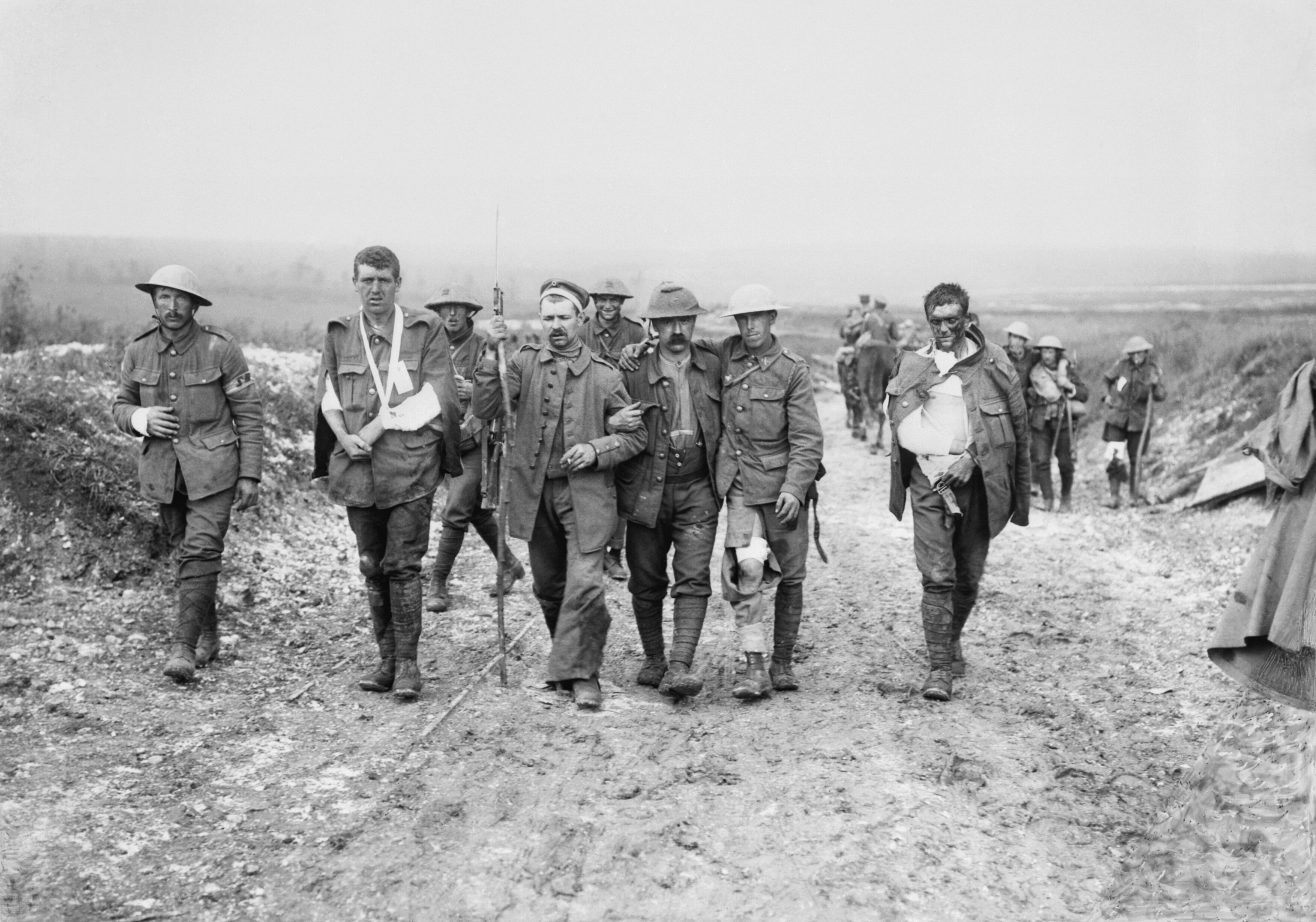
Британські солдати, поранені під час битви на Соммі. Перша світова війна. 1916

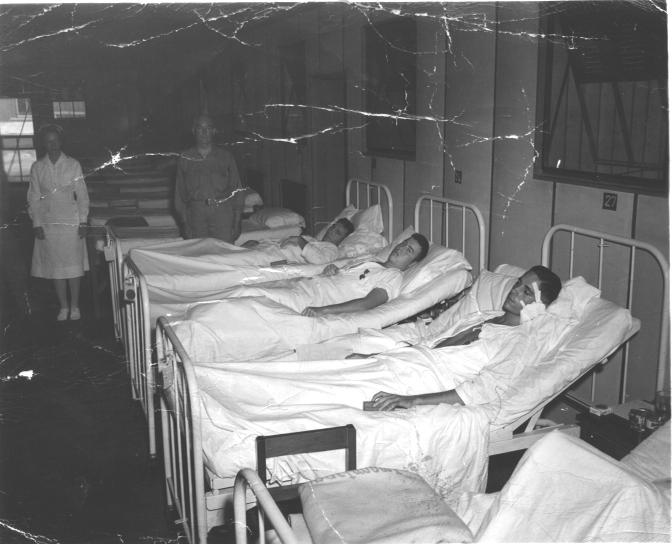
Американські морські піхотинці, поранені під час битви за Пелеліу. Друга світова війна. 1944

Поранений в бою (за класифікацією НАТО: WIA — Wounded In Action) — у військовій справі — військова втрата, що належить до категорії військовослужбовців, котрі брали участь у військових діях, та зазнали травму тіла в результаті зовнішнього впливу або інших причин, крім тих, що загинули у бою. Цей термін охоплює всі види поранень та інших пошкоджень, зазнаних у діях, чи то фізична рана тіла, як то проникаюча рана або наскрізна, чи ні, так і забиті рани, всі переломи, опіки, струси від вибуху, всі наслідки дії біологічних і хімічних агентів, наслідки впливу іонізуючого випромінювання або будь-якої іншої руйнівної зброї або агента.
Усталена класифікація категорій військових втрат (має поширення в Збройних силах країн-членів НАТО тощо):
- KIA — Killed in action (загиблий у бою)
- MIA — Missing in action (зниклий безвісти)
- DOW — Died of wounds (помер від ран)
- POW — Prisoner Of War (військовополонений)

## Порядок встановлення статусу учасника бойових дій та членів родин загиблих

### В Україні
В разі поранення, або загибелі військовослужбовців в зоні АТО, їх статус, встановлення групи інвалідності а також статус членів родин загиблих визначається військово-лікарськими комісіями, які діють при всіх військових медичних закладах України, які є важливими структурними підрозділами військової медицини України. Статус члена родини загиблого військовослужбовця, на підставі офіційних документів військово-лікарських комісій, надається вповноваженими державними комісіями по лінії Міністерства соціальної політики України.
Посвідчення учасника бойових дій видається визначеними кадровими підрозділами воєнізованих відомств України та територіальними військовими комісаріатами.
Усі учасники бойових дій, а також члени родин загиблих військовослужбовців, відзначені найвищими державними нагородами України, мають законодавче право на отримання пенсії за особливі заслуги перед Україною.